# Prinzessinnentausch 3: Auf der Jagd nach dem Stern
Prinzessinnentausch 3: Auf der Jagd nach dem Stern (Originaltitel: The Princess Switch 3: Romancing the Star) ist ein US-amerikanischer Weihnachtsfilm des Regisseurs Mike Rohl aus dem Jahr 2021. Er bildet die Fortsetzung zu Prinzessinnentausch (2018) und Prinzessinnentausch: Wieder vertauscht (2020). Die Geschichte folgt Margaret Delacourt, der Herzogin von Montenaro, Stacy DeNovo, Prinzessin von Belgravia, und Lady Fiona Pembroke, Margarets Cousine. Als ein unbezahlbares Weihnachtsrelikt gestohlen wird, kommt das Trio zusammen und spürt einen mysteriösen Juwelendieb auf.
Der Film wurde weltweit am 18. November 2021 auf dem Streamingdienst Netflix veröffentlicht.

## Handlung
Stacy DeNovo, Prinzessin von Belgravia, und Lady Margaret Delacourt, Königin von Montenaro, veranstalten ein internationales Weihnachtsfest in Montenaro, bei dem ein unschätzbarer Schatz, der "Stern des Friedens", ausgestellt wird. Der Stern, eine heilige Reliquie vom Heiligen Nikolaus, wurde dabei vom Vatikan an die Königin ausgeliehen. Vor Beginn des Festes wird der Stern gestohlen und die Polizei hat keine Hinweise auf den Dieb.
Um eine diplomatische Krise zu verhindern, wenden sich Stacy und Margaret an ihre alte Feindin, Lady Fiona Pembroke. Diese sitzt in einem Waisenhaus ihre Bewährung ab. Fiona bietet Margaret ihre Hilfe an, wenn diese im Gegenzug ein gutes Wort für sie einlegt, wenn ihr Fall nach Weihnachten von einem Disziplinarausschuss überprüft wird. Fiona sucht ihren Ex-Freund Peter Maxwell, einen in Ungnade gefallenen ehemaligen Interpol-Ermittler und Betreiber einer eigenen privaten Sicherheitsfirma, auf. Peter findet heraus, dass der Stern von Hunter Cunard, einem reichen Hotelier, gestohlen wurde. Fiona, die eine gemeinsame Vergangenheit mit Hunter hat, kann diesen dazu überreden, sie zu seiner Weihnachtsfeier auf seinem Anwesen einzuladen. Dort will sie zusammen mit Peter und ihren Freunden Mindy und Reggie den Stern zurückstehlen. Der Plan sieht vor, dass Fiona Hunter ablenkt und Peter mit Reggie den Stern stiehlt. Als sich Reggie verletzt, muss Fiona einspringen. Dadurch ist Margaret gezwungen, in die Rolle von Fiona zu schlüpfen und Hunter abzulenken.
Während sie sich auf die Mission vorbereiten, kommen sich Fiona und Peter wieder näher. Außerdem denkt sie oft an ihre zerrüttete Beziehung zu ihrer Mutter. Am Tag der Weihnachtsfeier läuft zunächst alles nach Plan, bis Peter versehentlich einen Alarm auslöst. Er übergibt Fiona den Sack mit dem Stern und flüchtet, um das Sicherheitspersonal abzulenken. Währenddessen erfährt Stacy, dass die Anhörung von Fiona vorgezogen wurden. Dadurch ist Stacy gezwungen, in die Rolle von Fiona zu schlüpfen und vor dem Disziplinarausschuss auszusagen. Ihr gelingt es, dass Fiona freigesprochen wird.
Fiona, Margaret und Stacy treffen sich im Schloss von Montenaro wieder und müssen erkennen, dass Peter mit dem Stern geflohen ist, da in dem Sack nur ein Basketball war. Fiona trifft dies sehr, da sie immer noch Gefühle für Peter hat. Sie bekommt von ihm eine Nachricht und trifft sich mit ihm. Er will ihr den Stern aushändigen, wenn sie sich mit ihrer Mutter versöhnt. Zunächst weigert sich Fiona, aber schlussendlich können sich Mutter und Tochter aussöhnen. Fiona übergibt Margaret den Stern und das Weihnachtsfest kann planmäßig eröffnet werden. An Silvester taucht Peter bei Fiona wieder auf und die beiden gestehen sich ihre Liebe.

## Hintergrund
Im November 2020 wurde bekannt, dass ein dritter Teil der Prinzessinnentausch-Reihe in Auftrag gegeben wurde. Dies geschah noch vor Veröffentlichung des zweiten Teils. Die Dreharbeiten begannen Ende 2020 in Schottland.

## Synchronisation
Die deutsche Synchronisation entstand nach einem Dialogbuch von Ralf Pel und unter der Dialogregie von Gordon Rijnders.
| Rollenname         | Schauspieler     | Synchronsprecher  |
| ------------------ | ---------------- | ----------------- |
| Stacy De Novo      | Vanessa Hudgens  | Marieke Oeffinger |
| Margaret Delacourt | Vanessa Hudgens  | Marieke Oeffinger |
| Fiona Pembroke     | Vanessa Hudgens  | Marieke Oeffinger |
| Prinz Edward       | Sam Palladio     | Ozan Ünal         |
| Kevin Richards     | Nick Sagar       | Benjamin Stöwe    |
| Frank De Luca      | Mark Fleischmann | Steven Merting    |
| Mrs. Donatelli     | Susanne Braun    | Nora Kunzendorf   |
| Peter Maxwell      | Remy Hii         | Max Felder        |
| Hunter Cunard      | Will Kemp        | Timmo Niesner     |
| Reggie             | Ricky Norwood    | Martin Gleitze    |
| Mindy              | Florence Hall    | Alice Bauer       |
| Bianca Pembroke    | Amanda Donohoe   | Anke Reitzenstein |